# 일본의 텔레비전 애니메이션 목록/ㄹ
일본의 텔레비전 애니메이션 목록 (ㄹ)에서는 ㄹ으로 시작되는 제목의 일본의 애니메이션을 서술한다.

## 라
- 라스트 엑자일
- 라스트 엑자일 -은빛 날개의 팜-
- 라쿠고 천녀 오유이

## 랴
- 없음

## 러
- 러브 라이브!
- 러키☆스타
- 레 미제라블 소녀 코제트
- 레벨E
- 레이디×버틀러!
- 레이브

## 려
- 없음

## 로
- 로미오x줄리엣
- 로미오의 푸른 하늘
- 로자리오와 뱀파이어

## 료
- 없음

## 루
- 루팡 3세 vs 명탐정 코난

## 류
- 류가죠 나나나의 매장금

## 르
- 없음

## 리
- 리리카 SOS
- 린의 날개